# Kunda Tom
Kunda Tom (14 luglio 1986) è un calciatore cookese, di ruolo attaccante.

## Carriera

### Nazionale
Il 2 settembre 2007 esordì con la nazionale, nella sfida contro il Tuvalu, dove mise a segno, al 90', il gol del definitivo 4-1.

## Statistiche

### Cronologia presenze e reti in nazionale
| Cronologia completa delle presenze e delle reti in nazionale ― Isole Cook | Cronologia completa delle presenze e delle reti in nazionale ― Isole Cook | Cronologia completa delle presenze e delle reti in nazionale ― Isole Cook | Cronologia completa delle presenze e delle reti in nazionale ― Isole Cook | Cronologia completa delle presenze e delle reti in nazionale ― Isole Cook | Cronologia completa delle presenze e delle reti in nazionale ― Isole Cook | Cronologia completa delle presenze e delle reti in nazionale ― Isole Cook | Cronologia completa delle presenze e delle reti in nazionale ― Isole Cook |
| Data                                                                      | Città                                                                     | In casa                                                                   | Risultato                                                                 | Ospiti                                                                    | Competizione                                                              | Reti                                                                      | Note                                                                      |
| ------------------------------------------------------------------------- | ------------------------------------------------------------------------- | ------------------------------------------------------------------------- | ------------------------------------------------------------------------- | ------------------------------------------------------------------------- | ------------------------------------------------------------------------- | ------------------------------------------------------------------------- | ------------------------------------------------------------------------- |
| 2-9-2007                                                                  | Apia                                                                      | Isole Cook                                                                | 4 – 1                                                                     | Tuvalu                                                                    | Qual. Mondiali 2010                                                       | 1                                                                         |                                                                           |
| Totale                                                                    |                                                                           | Presenze                                                                  | 1                                                                         |                                                                           | Reti                                                                      | 1                                                                         |                                                                           |